# Mohamed Jameel
Mohamed Jameel (em árabe: محمد جميل - Eydhafushi, 4 de outubro de 1985) é um futebolista maldívio, que atua no Club Valencia, uma das principais equipes do arquipélago.